# Jan Grajewski
Jan Witold Grajewski (ur. 13 lutego 1932 w Gdańsku, zm. 22 maja 2009 tamże) – polski prawnik, profesor nauk prawnych, nauczyciel akademicki Uniwersytetu Gdańskiego, dziekan Wydziału Prawa i Administracji Uniwersytetu Gdańskiego w latach 1984–1990, sędzia Izby Karnej Sądu Najwyższego w latach 1990–2000.

## Życiorys
Syn Leona i Kunegundy. W 1955 ukończył studia prawnicze na Wydziale Prawa Uniwersytetu Poznańskiego. Pracę dyplomową napisał pod kierunkiem Antoniego Peretiatkowicza. Po studiach przez 20 lat wykonywał zawód prokuratora. Jego awans zawodowy w prokuraturze był ograniczany ze względu na brak przynależności do PZPR.
W 1975 uzyskał na Wydziale Prawa i Administracji Uniwersytetu im. Adama Mickiewicza w Poznaniu stopień naukowy doktora nauk prawnych na podstawie napisanej pod kierunkiem Tadeusza Nowaka rozprawy pt. Zażalenie jako środek odwoławczy w polskim procesie karnym (rozprawa początkowo powstawała na seminarium Jana Habera). W tym samym roku podjął pracę naukowo-dydaktyczną na Wydziale Prawa Uniwersytetu Gdańskiego. W 1980 został członkiem Niezależnego Samorządnego Związku Zawodowego „Solidarność”. W 1983 otrzymał na Wydziale Prawa i Administracji Uniwersytetu Gdańskiego stopień naukowy doktora habilitowanego nauk prawnych na podstawie dorobku naukowego oraz rozprawy pt. Ściganie na wniosek w polskim procesie karnym.
W latach 1984–1990 pełnił funkcję dziekana Wydziału Prawa i Administracji UG. W latach 1990–2000 był sędzią Izby Karnej Sądu Najwyższego. Pełnił funkcję kierownika Zakładu Prawa Karnego Procesowego i Kryminologii (1990–1992), przekształconego w Katedrę Prawa Karnego Procesowego i Kryminologii Uniwersytetu Gdańskiego (1992–2002 oraz 2004–2009). W 1998 otrzymał tytuł naukowy profesora nauk prawnych.
Był autorem około 120 publikacji krajowych i zagranicznych, współautorem trzech komentarzy do k.p.k. (z 1969 i 1997), a także autorem dwóch podręczników procedury karnej.
Ekspert Sejmowej Komisji Śledczej mającej zbadać aferę Rywingate.
Został odznaczony Krzyżem Kawalerskim (1995) i Komandorskim (2000) Orderu Odrodzenia Polski.

## Wybrane publikacje
- Przebieg procesu karnego, C.H. Beck Warszawa 2004
- Kodeks postępowania karnego i inne teksty prawne Wydanie X, C.H. Beck Warszawa 2004
- Prawo karne procesowe – część ogólna, C.H. Beck Warszawa 2007[5]

## Życie prywatne
Jego synem jest Krzysztof Grajewski.